# Chokkanahalli, Bangalore North
Chokkanahalli là một làng thuộc tehsil Bangalore North, huyện Bangalore Urban, bang Karnataka, Ấn Độ.